# Bugchasing
Bugchasing är ett fenomen som uppkommit i samband med aids-epidemin där homosexuella män har oskyddat sex med hiv-positiva män i syfte att smittas med hiv - "pozzed up". Fenomenets omfattning är okänt men har börjat uppmärksammats.

## Anledningar till utövande
Gauthier & Forsyth (1999) fann att de som utövar bugchasing lägger fram följande anledningar till att de utövar det:
- Vissa finner det skönt att slippa använda kondom, och anser att då de väl blivit infekterade behöver de inte oroa sig för sin hivstatus.
- Vissa anser att hiv är en kronisk men hanterbar sjukdom, såsom diabetes, och att nya läkemedel kan ge dem ett långt och friskt liv, trots sjukdomen.
- Vissa par anser att den högsta nivån av intimitet är att infektera sin partner med hiv.
- Det finns män som då de väl är infekterade känner sig som en del av en grupp av män i samma situation.

## Citat
If someone has AIDS or HIV, that kind of lionizes them. It’s heroic, like fighting the battle. . . . When you get with someone who has HIV, it’s like being with someone greater than you are.